# Ika-6 na Utos
Ika-6 na Utos è una serie televisiva filippina trasmessa su GMA Network dal 5 dicembre 2016 al 17 marzo 2018.

## Personaggi
- Emma Doqueza de Jesus-Fuentabella, interpretata da Sunshine Dizon
- Jerome "Rome" Fuentabella, interpretato da Gabby Concepcion
- Georgia "Adyang" Ferrer, interpretata da Ryza Cenon